# Papalloneria

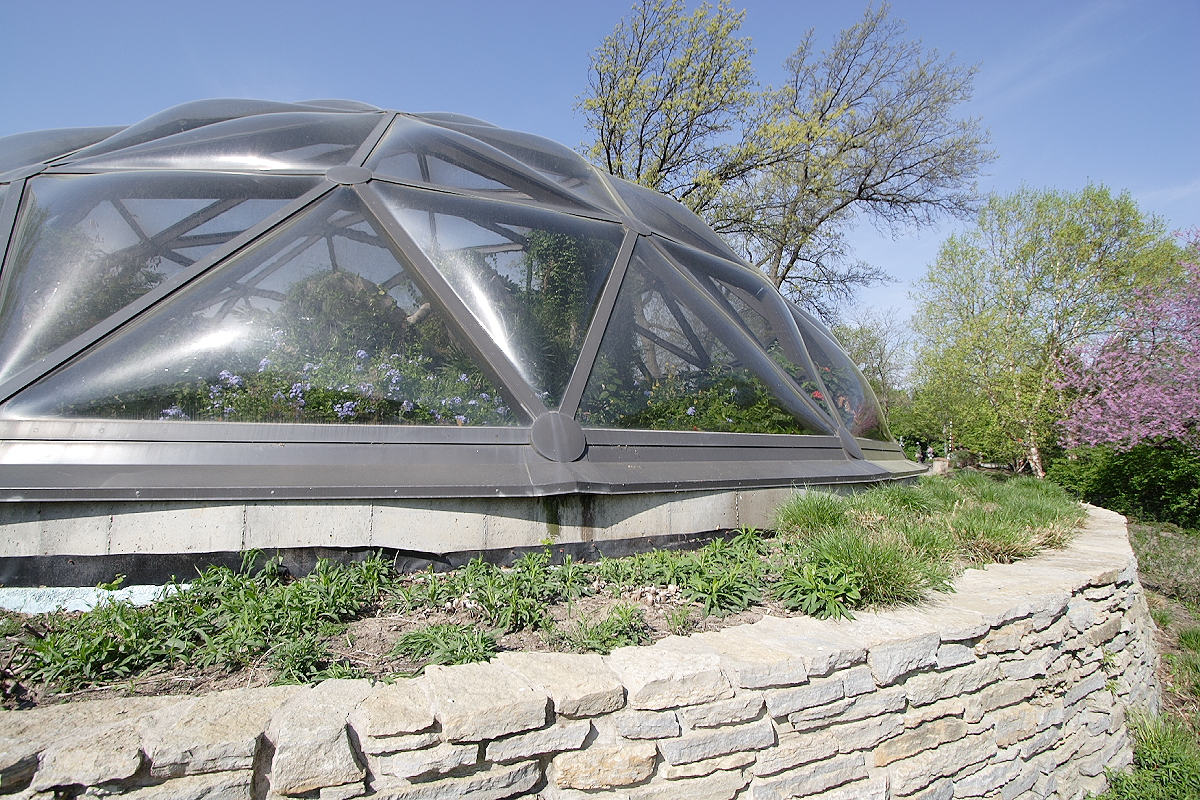
Hivernacle de papallones. Insectàrium Monsanto al Zoo de Saint Louis.

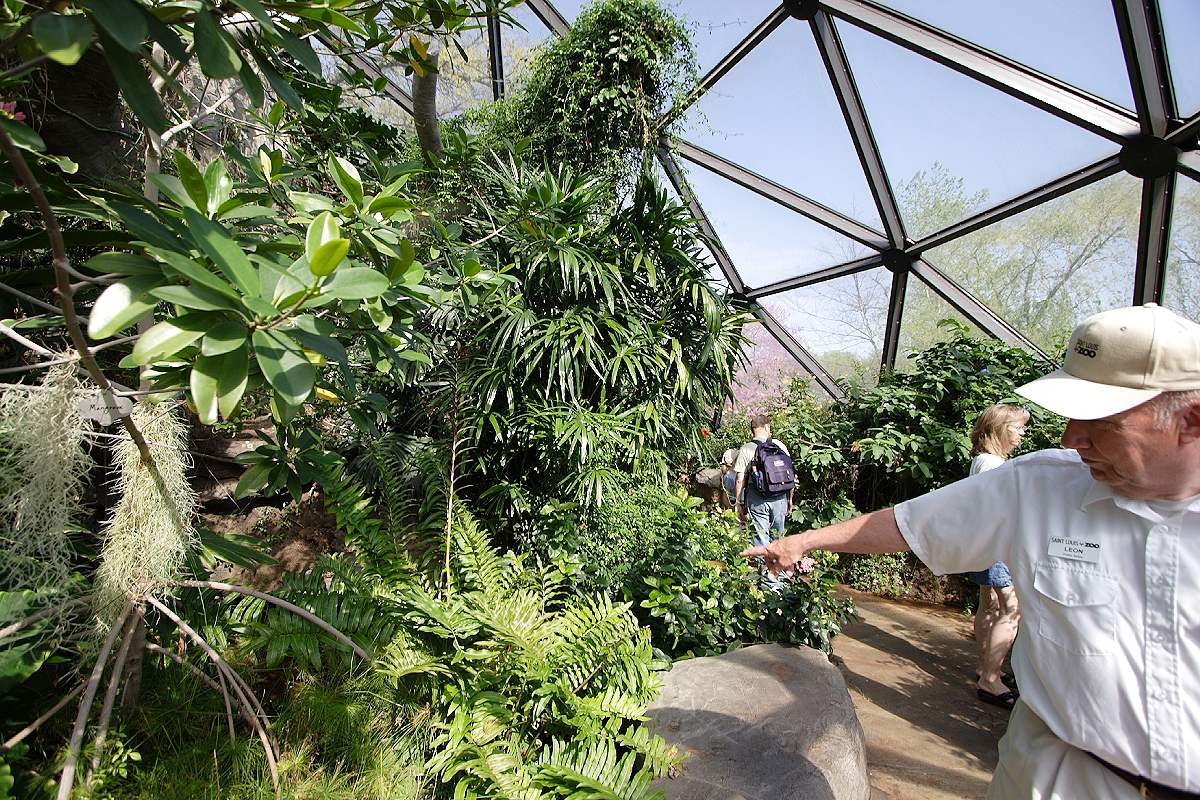
Insectàrium Monsanto al Zoo de Saint-Louis.

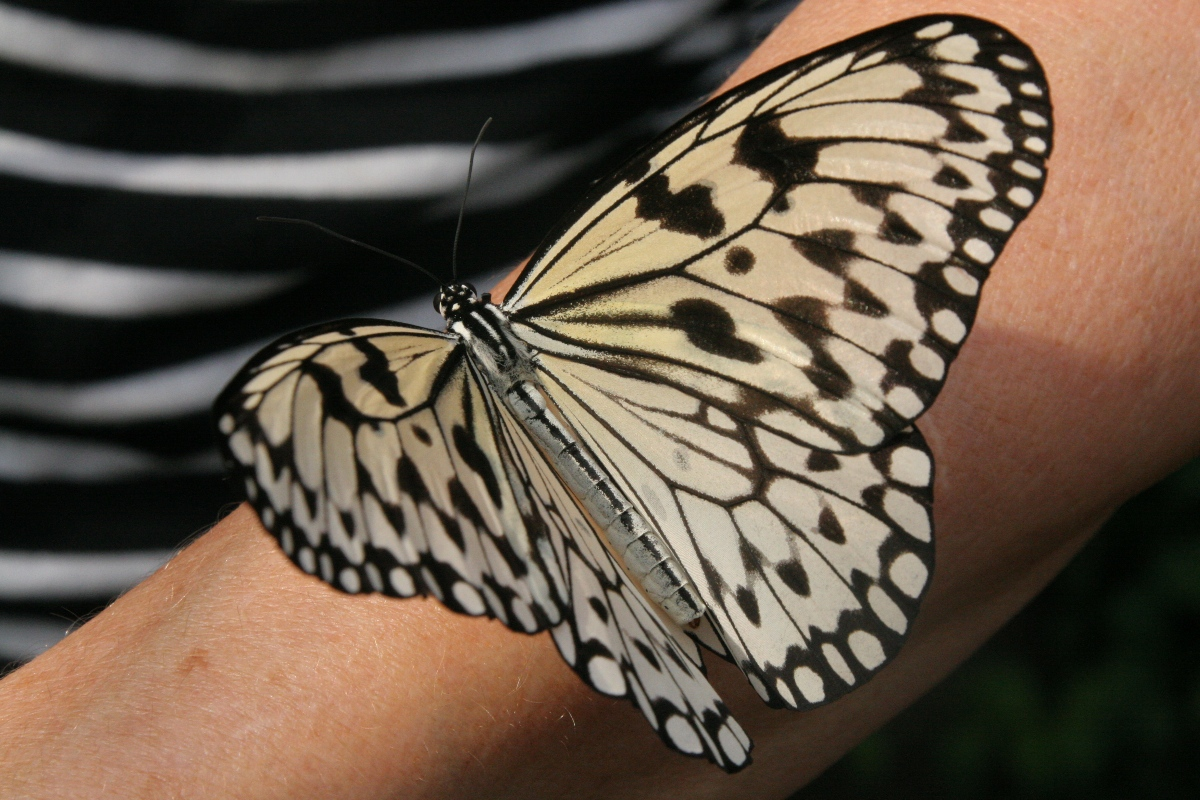
Idea leuconoe atreta pel negre i blanc d'una samarreta.
Insectari Monsanto.

Una papalloneria, també anomenada hivernacle de papallones o jardí de papallones, és un insectarium que està específicament destinat a la presentació i a la cria de  papallones. Certs establiments comercialitzen també els seus animals a clients privats.
Els  hivernacles de papallones estan oberts al públic. Els  lepidòpters hi voletegen en total llibertat amb una decoració evocant el  bosc tropical. S'empra generalment una doble porta d'entrada per garantir que cap papallona no fugi.
La visita d'aquests hivernacles es pot efectuar, acompanyat d'un guia o bé sol, com a lleure. Les visites guiades poden durar uns quinze minuts durant la que el guia recorda als visitants totes les  espècies de papallones que hi ha a l'hivernacle aquell dia (noves trameses arriben generalment a la setmana, i els estocs varien). Sovint hi ha nombroses espècies diferents en aquests hivernacles, amb estocs que comprenen papallones de l'Àfrica, de Costa Rica, d'Amèrica del Sud, de Tailàndia, de Malàisia, de Nova Guinea, de les Filipines, i d'altres països. Els guies poden igualment ensenyar  ous,  erugues i  crisàlides de papallones, i permeten identificar certes  plantes que afavoreixen cada espècie. Entre les 10 i les 13h és generalment el millor moment per veure les papallones que surten de la seva pupa.
Certes papalloneries disposen d'un jardí, a l'aire lliure, del que la vegetació ha estat seleccionada per atreure les espècies de papallones autòctones. Les papallones són molt actives durant els dies calorosos i il·luminats amb poc vent, ja que els cal la calor del sol per ajudar-les en la seva digestió. Els dies de pluja, s'amaguen sovint a les  flors i les  fulles.
La lluminositat dels colors i motius sobre les ales d'aquests insectes han merescut el seu sobrenom donat pels seus aficionats de «flors volants».
Dugui un lleuger perfum floral, i roba de colors brillants o de blanc lluminós, per tal d'incitar-les a posar-se sobre vostè, però no toqui mai una papallona. Les papallones són atretes per una samarreta impresa d'un motiu hawaià brillant, per la mateixa raó que són atrets per les flors, però el seu contacte causarà danys a les seves  ales delicades de base d'olis de la seva pell i les seves  escates seran fàcilment malmeses.
Les papallones adultes viuen només durant una a dues setmanes, de mitjana, en el transcurs de la que han de produir una nova generació. Tanmateix, certes espècies, com la familiar  monarca a Amèrica del Nord, poden viure fins a sis mesos a la natura.